# Isotopes du rhodium

L'isotope stable.

Le rhodium (Rh, numéro atomique 45) possède 34 isotopes connus, de nombre de masse variant entre 89 et 122, et 22 isomères nucléaires. Parmi ces isotopes, un seul est stable, 103Rh, et constitue l'intégralité du rhodium naturel, faisant du rhodium un élément monoisotopique et un élément mononucléidique. Sa masse atomique standard est donc de 102,905 50(2) u.
Parmi les 33 radioisotopes connus du rhodium, les plus stables sont 101Rh avec une demi-vie de 3,3 années, 102Rh (207 jours), et 99Rh (16,1 jours). Excepté 100Rh et 105Rh (demi-vies respectives de 20,8 et 35,36 heures), tous les autres radioisotopes ont une demi-vie inférieure à une heure.
Parmi les nombreux isomères nucléaires, les plus stables sont 102mRh (0,141 MeV) avec une demi-vie de 3,7 années et 101mRh (0,157 MeV),  avec une demi-vie de 4,34 jours.
Les radioisotopes plus légers que l'isotope stable (A < 103) se désintègrent principalement par émission de positron (β+) en isotopes du ruthénium, à l'exception de 101Rh, qui se désintègre par capture électronique en 101Ru, et de 102Rh qui, s'il se désintègre principalement par β+ en 102Ru, se désintègre aussi de façon non négligeable par désintégration β− en 102Pd. Les radioisotopes plus lourds (A > 103) se désintègrent eux principalement par désintégration β− en isotopes du palladium.

## Table des isotopes
| Symbole de l'isotope | Z (p)                | N (n)                | Masse isotopique (u) | Demi-vie                  | Mode(s) de désintégration, | Isotope(s) fils | Spin nucléaire |
| Symbole de l'isotope | Énergie d'excitation | Énergie d'excitation | Énergie d'excitation | Demi-vie                  | Mode(s) de désintégration, | Isotope(s) fils | Spin nucléaire |
| -------------------- | -------------------- | -------------------- | -------------------- | ------------------------- | -------------------------- | --------------- | -------------- |
| 89Rh                 | 45                   | 44                   | 88,94884(48)#        | 10# ms [>1,5 µs]          | β+                         | 89Ru            | 7/2+#          |
| 90Rh                 | 45                   | 45                   | 89,94287(54)#        | 15(7) ms [12(+9-4) ms]    | β+                         | 90Ru            | 0+#            |
| 90mRh                | 0(500)# keV          | 0(500)# keV          | 0(500)# keV          | 1,1(3) s [1,0(+3-2) s]    |                            |                 | 9+#            |
| 91Rh                 | 45                   | 46                   | 90,93655(43)#        | 1,74(14) s                | β+                         | 91Ru            | 7/2+#          |
| 91mRh                |                      |                      |                      | 1,46(11) s                |                            |                 | (1/2-)         |
| 92Rh                 | 45                   | 47                   | 91,93198(43)#        | 4,3(13) s                 | β+                         | 92Ru            | (6+)           |
| 92mRh                |                      |                      |                      | 4,66(25) s [2,9(+15-8) s] |                            |                 | (>=6+)         |
| 93Rh                 | 45                   | 48                   | 92,92574(43)#        | 11,9(7) s                 | β+                         | 93Ru            | 9/2+#          |
| 94Rh                 | 45                   | 49                   | 93,92170(48)#        | 70,6(6) s                 | β+ (98,2%)                 | 94Ru            | (2+,4+)        |
| 94Rh                 | 45                   | 49                   | 93,92170(48)#        | 70,6(6) s                 | β+, p (1,79%)              | 93Tc            | (2+,4+)        |
| 94mRh                | 300(200)# keV        | 300(200)# keV        | 300(200)# keV        | 25,8(2) s                 | β+                         | 94Ru            | (8+)           |
| 95Rh                 | 45                   | 50                   | 94,91590(16)         | 5,02(10) min              | β+                         | 95Ru            | (9/2)+         |
| 95mRh                | 543,3(3) keV         | 543,3(3) keV         | 543,3(3) keV         | 1,96(4) min               | TI (88%)                   | 95Rh            | (1/2)-         |
| 95mRh                | 543,3(3) keV         | 543,3(3) keV         | 543,3(3) keV         | 1,96(4) min               | β+ (12%)                   | 95Ru            | (1/2)-         |
| 96Rh                 | 45                   | 51                   | 95,914461(14)        | 9,90(10) min              | β+                         | 96Ru            | (6+)           |
| 96mRh                | 52,0(1) keV          | 52,0(1) keV          | 52,0(1) keV          | 1,51(2) min               | TI (60%)                   | 96Rh            | (3+)           |
| 96mRh                | 52,0(1) keV          | 52,0(1) keV          | 52,0(1) keV          | 1,51(2) min               | β+ (40%)                   | 96Ru            | (3+)           |
| 97Rh                 | 45                   | 52                   | 96,91134(4)          | 30,7(6) min               | β+                         | 97Ru            | 9/2+           |
| 97mRh                | 258,85(17) keV       | 258,85(17) keV       | 258,85(17) keV       | 46,2(16) min              | β+ (94,4%)                 | 97Ru            | 1/2-           |
| 97mRh                | 258,85(17) keV       | 258,85(17) keV       | 258,85(17) keV       | 46,2(16) min              | TI (5,6%)                  | 97Rh            | 1/2-           |
| 98Rh                 | 45                   | 53                   | 97,910708(13)        | 8,72(12) min              | β+                         | 98Ru            | (2)+           |
| 98mRh                | 60(50)# keV          | 60(50)# keV          | 60(50)# keV          | 3,6(2) min                | TI                         | 98Rh            | (5+)           |
| 98mRh                | 60(50)# keV          | 60(50)# keV          | 60(50)# keV          | 3,6(2) min                | β+                         | 98Ru            | (5+)           |
| 99Rh                 | 45                   | 54                   | 98,908132(8)         | 16,1(2) d                 | β+                         | 99Ru            | 1/2-           |
| 99mRh                | 64,3(4) keV          | 64,3(4) keV          | 64,3(4) keV          | 4,7(1) h                  | β+ (99,83%)                | 99Ru            | 9/2+           |
| 99mRh                | 64,3(4) keV          | 64,3(4) keV          | 64,3(4) keV          | 4,7(1) h                  | TI (0,16%)                 | 99Rh            | 9/2+           |
| 100Rh                | 45                   | 55                   | 99,908122(20)        | 20,8(1) h                 | β+                         | 100Ru           | 1-             |
| 100m1Rh              | 107,6(2) keV         | 107,6(2) keV         | 107,6(2) keV         | 4,6(2) min                | TI (98,3%)                 | 100Rh           | (5+)           |
| 100m1Rh              | 107,6(2) keV         | 107,6(2) keV         | 107,6(2) keV         | 4,6(2) min                | β+ (1,7%)                  | 100Ru           | (5+)           |
| 100m2Rh              | 74,78(2) keV         | 74,78(2) keV         | 74,78(2) keV         | 214,0(20) ns              |                            |                 | (2)+           |
| 100m3Rh              | 112,0+X keV          | 112,0+X keV          | 112,0+X keV          | 130(10) ns                |                            |                 | (7+)           |
| 101Rh                | 45                   | 56                   | 100,906164(18)       | 3,3(3) a                  | CE                         | 101Ru           | 1/2-           |
| 101mRh               | 157,32(4) keV        | 157,32(4) keV        | 157,32(4) keV        | 4,34(1) d                 | CE (93,6%)                 | 101Ru           | 9/2+           |
| 101mRh               | 157,32(4) keV        | 157,32(4) keV        | 157,32(4) keV        | 4,34(1) d                 | TI (6,4%)                  | 101Rh           | 9/2+           |
| 102Rh                | 45                   | 57                   | 101,906843(5)        | 207,0(15) d               | β+ (80%)                   | 102Ru           | (1-,2-)        |
| 102Rh                | 45                   | 57                   | 101,906843(5)        | 207,0(15) d               | β− (20%)                   | 102Pd           | (1-,2-)        |
| 102mRh               | 140,75(8) keV        | 140,75(8) keV        | 140,75(8) keV        | 3,742(10) a               | β+ (99,77%)                | 102Ru           | 6+             |
| 102mRh               | 140,75(8) keV        | 140,75(8) keV        | 140,75(8) keV        | 3,742(10) a               | TI (0,23%)                 | 102Rh           | 6+             |
| 103Rh                | 45                   | 58                   | 102,905504(3)        | Stable                    | Stable                     | Stable          | 1/2-           |
| 103mRh               | 39,756(6) keV        | 39,756(6) keV        | 39,756(6) keV        | 56,114(9) min             | TI                         | 103Rh           | 7/2+           |
| 104Rh                | 45                   | 59                   | 103,906656(3)        | 42,3(4) s                 | β− (99,55%)                | 104Pd           | 1+             |
| 104Rh                | 45                   | 59                   | 103,906656(3)        | 42,3(4) s                 | β+ (0,449%)                | 104Ru           | 1+             |
| 104mRh               | 128,967(4) keV       | 128,967(4) keV       | 128,967(4) keV       | 4,34(3) min               |                            |                 | 5+             |
| 105Rh                | 45                   | 60                   | 104,905694(4)        | 35,36(6) h                | β−                         | 105Pd           | 7/2+           |
| 105mRh               | 129,781(4) keV       | 129,781(4) keV       | 129,781(4) keV       | 42,9(3) s                 | TI                         | 105Rh           | 1/2-           |
| 105mRh               | 129,781(4) keV       | 129,781(4) keV       | 129,781(4) keV       | 42,9(3) s                 | β−                         | 105Pd           | 1/2-           |
| 106Rh                | 45                   | 61                   | 105,907287(8)        | 29,80(8) s                | β−                         | 106Pd           | 1+             |
| 106mRh               | 136(12) keV          | 136(12) keV          | 136(12) keV          | 131(2) min                | β−                         | 106Pd           | (6)+           |
| 107Rh                | 45                   | 62                   | 106,906748(13)       | 21,7(4) min               | β−                         | 107Pd           | 7/2+           |
| 107mRh               | 268,36(4) keV        | 268,36(4) keV        | 268,36(4) keV        | >10 µs                    |                            |                 | 1/2-           |
| 108Rh                | 45                   | 63                   | 107,90873(11)        | 16,8(5) s                 | β−                         | 108Pd           | 1+             |
| 108mRh               | -60(110) keV         | -60(110) keV         | -60(110) keV         | 6,0(3) min                | β−                         | 108Pd           | (5)(+#)        |
| 109Rh                | 45                   | 64                   | 108,908737(13)       | 80(2) s                   | β−                         | 109Pd           | 7/2+           |
| 110Rh                | 45                   | 65                   | 109,91114(5)         | 28,5(15) s                | β−                         | 110Pd           | (>3)(+#)       |
| 110mRh               | -60(50) keV          | -60(50) keV          | -60(50) keV          | 3,2(2) s                  | β−                         | 110Pd           | 1+             |
| 111Rh                | 45                   | 66                   | 110,91159(3)         | 11(1) s                   | β−                         | 111Pd           | (7/2+)         |
| 112Rh                | 45                   | 67                   | 111,91439(6)         | 3,45(37) s                | β−                         | 112Pd           | 1+             |
| 112mRh               | 330(70) keV          | 330(70) keV          | 330(70) keV          | 6,73(15) s                | β−                         | 112Pd           | (4,5,6)        |
| 113Rh                | 45                   | 68                   | 112,91553(5)         | 2,80(12) s                | β−                         | 113Pd           | (7/2+)         |
| 114Rh                | 45                   | 69                   | 113,91881(12)        | 1,85(5) s                 | β− (>99,9%)                | 114Pd           | 1+             |
| 114Rh                | 45                   | 69                   | 113,91881(12)        | 1,85(5) s                 | β−, n (<0,1%)              | 113Pd           | 1+             |
| 114mRh               | 200(150)# keV        | 200(150)# keV        | 200(150)# keV        | 1,85(5) s                 | β−                         | 114Pd           | (4,5)          |
| 115Rh                | 45                   | 70                   | 114,92033(9)         | 0,99(5) s                 | β−                         | 115Pd           | (7/2+)#        |
| 116Rh                | 45                   | 71                   | 115,92406(15)        | 0,68(6) s                 | β− (>99,9%)                | 116Pd           | 1+             |
| 116Rh                | 45                   | 71                   | 115,92406(15)        | 0,68(6) s                 | β−, n (<0,1%)              | 115Pd           | 1+             |
| 116mRh               | 200(150)# keV        | 200(150)# keV        | 200(150)# keV        | 570(50) ms                | β−                         | 116Pd           | (6-)           |
| 117Rh                | 45                   | 72                   | 116,92598(54)#       | 0,44(4) s                 | β−                         | 117Pd           | (7/2+)#        |
| 118Rh                | 45                   | 73                   | 117,93007(54)#       | 310(30) ms                | β−                         | 118Pd           | (4-10)(+#)     |
| 119Rh                | 45                   | 74                   | 118,93211(64)#       | 300# ms [>300 ns]         | β−                         | 119Pd           | 7/2+#          |
| 120Rh                | 45                   | 75                   | 119,93641(64)#       | 200# ms [>300 ns]         | β−                         | 120Pd           |                |
| 121Rh                | 45                   | 76                   | 120,93872(97)#       | 100# ms [>300 ns]         | β−                         | 121Pd           | 7/2+#          |
| 122Rh                | 45                   | 77                   | 121,94321(75)#       | 50# ms [>300 ns]          |                            |                 |                |

1. ↑  En gras pour les isotopes avec des demi-vies plus grandes que l'âge de l'univers (presque stables).
2. ↑  Abréviations :
CE : capture électronique ;
TI : transition isomérique.
3. ↑  Isotopes stables en gras.
4. 1 2  produit de fission.
5. ↑  Théoriquement capable de fission spontanée.

### Remarques
- Les valeurs marquées # ne sont pas purement dérivées des données expérimentales, mais aussi au moins en partie à partir des tendances systématiques. Les spins avec des arguments d'affectation faibles sont entre parenthèses.
- Les incertitudes sont données de façon concise entre parenthèses après la décimale correspondante. Les valeurs d'incertitude dénotent un écart-type, à l'exception de la composition isotopique et de la masse atomique standard de l'IUPAC qui utilisent des incertitudes élargies[3].